# Lengerich (Vesztfália)
Lengerich település Németországban, azon belül Észak-Rajna-Vesztfália tartományban. Lakosainak száma 23 067 fő (2023. december 31.). Lengerich Hagen am Teutoburger Wald, Tecklenburg, Ladbergen és Lienen községekkel határos.

## Népesség
A település népességének változása:
| Lakosok száma | 20 836 | 21 867 | 22 461 | 22 626 | 22 641 | 22 527 | 22 980 | 23 067 |
|               | 1975   | 2014   | 2015   | 2017   | 2019   | 2021   | 2022   | 2023   |